# Retable de l'Assomption de la Vierge
Le retable de l'Assomption de la Vierge  (en italien : Pala dell’Assunzione della Vergine) est une peinture religieuse du Pérugin, datant de l'an 1506, et exposée  dans la troisième chapelle, celle des Seripandi, de  la Cathédrale Notre-Dame de l'Assomption de Naples.

## Histoire
Le retable est mentionné pour la première fois par Giorgio Vasari qui mentionne « ... peignit pour le cardinal Carafa de Naples, au maître-autel, une Assomption de la Vierge et les apôtres groupés autour du sépulcre. 
L'attribution et la datation de l'œuvre ont fait l'objet de nombreux débats. Des réserves ont été faites par Cavalcaselle (1864), Venturi (1913) et Umberto Gnoli (1923) qui citent dans son exécution  une « large présence d'assistants ». Bernard Berenson reconsidère la paternité et Molatoli en 1960 élimine tous les doutes sur la paternité artistique de l'œuvre en soulignant « la polychromie raffinée originelle » en admettant néanmoins la collaboration d'assistants (Giovanni Battista Caporali ?).
Le commanditaire de l'œuvre serait, selon Vasari, le cardinal Oliviero Carafa, tandis que  Cesare d’Engenio (1624) cite le nom de Vincenzo Carafa et certains critiques reprennent cette identification.
La confusion est résolue par Franco Strazzullo (1959) qui réaffirme celle du cardinal Oliviero Carafa, représenté agenouillé à côté des apôtres. Le rapprochement avec d'autres représentations du cardinal comme celle dans L'Annonciation de Filippino Lippi de la chapelle Carafa à Santa Maria sopra Minerva, dans La Dispute du Saint-Sacrement de Raphaël au Vatican ou la statue du cardinal dans la cathédrale napolitaine effacent tous les doutes.
Le retable a été restauré à partir de 2001 et les travaux ont été achevés début avril 2004.

## Thème
L'œuvre reprend la représentation récurrente dans l'iconographie chrétienne de l'Assomption de la Vierge Marie, un dogme de l'Église catholique romaine selon lequel, au terme de sa vie terrestre, la mère de Jésus aurait été « élevée au ciel » avec son corps.

## Description
La composition se développe sur deux registres superposés (comme le sera le retable de Corciano de 1513) :
- sur la partie supérieure au haut cintré (centinata), la Vierge est debout posée sur un nuage, en léger contrapposto orientée sur la gauche ; elle est  entourée d'une mandorle dorée marquée de dix chérubins ; au-dessus se tiennent deux anges portant la couronne de Marie ; de chaque  côté, deux niveaux de deux anges musiciens sont postés sur des nuages.
- la partie inférieure est rempli d'un groupe d'apôtres et de saints parmi lesquels, à gauche, saint janvier, patron de Naples, posant sa main droite sur l'épaule de l'orant du commanditaire, le cardinal Carafa ; saint Jean est également agenouillé, au milieu du groupe réparti de part et d'autre ; le fond du paysage est constitué de collines et d'arbres typiques du Pérugin.

## Analyse
L'œuvre possède une grande finesse chromatique, dont le schéma est constitué par un assemblage de dessins du répertoire du Pérugin. 
Le Pérugin a recours avec assurance à ce schéma de puissant équilibre, composé sur la symétrie. Les sentiments sont à peine suggérés, les couleurs sont vives mais délicates se fondant les unes dans les autres. Une attention particulière est accordée aux éléments de décoration.
Le dessin est clair et bien défini, les lignes liantes, la composition sereine et plaisante. Les figures possèdent une idéalisation parfaite. Elles ne sont pas issues de l'étude du naturel mais plutôt de l'esthétique des développements artistiques du XVIe siècle.

## Sources
- Voir liens externes